# テイ・エス テック
テイ・エス テック株式会社（英: TS TECH Co.,Ltd.）は、大手自動車部品メーカー。

## 概要
二輪・四輪車向けシートやドアドリム等内装部品を主力製品としている。旧社名は東京シート。本田技研工業の持分法適用関連会社だが、国内外の他のメーカーにも部品を供給している。14ヶ国を超える工場で自動車用内装品を生産しており、日本への部品供給や日本国外現地供給を行っている。
約60年にわたって自動車用シート・内装品、二輪車用シート・樹脂部品・医療用チェアなどの開発から生産まで取り組み、長年培った技術やノウハウ、世界14カ国に及ぶグローバルネットワーク、各地域特性を活かした高効率生産などを強みとして、「座る」に関するさまざまな製品を提供。また、開発・生産・財務面にいたる幅広い領域で、競争力を保持している。
2014年度の自動車部品業界売上高は、日本第14位である。
2020年5月15日にショーワ（現・日立Astemo）よりホンダカーズ埼玉北の株式を取得した。

## 沿革
- 1954年（昭和29年）5月  - 帝都布帛工業株式会社シート部として創業。
- 1960年（昭和35年）
  - 2月 - 帝都布帛工業株式会社シート部朝霞工場を新設。
  - 12月 - 帝都布帛工業株式会社シート部から独立し、東京シート株式会社設立。
- 1962年（昭和37年）3月 - 鈴鹿工場を新設。
- 1963年（昭和38年）6月 - 朝霞工場において四輪車用シートの製造を開始。
- 1965年（昭和40年）10月 - 行田工場を新設（現・埼玉工場）。
- 1968年（昭和43年） - 浜北工場を新設（現・浜松工場）。
- 1976年（昭和51年）
  - 1月 - 九州テイ・エス株式会社を設立。
  - 3月 - 狭山工場を新設（現・パーツセンター）。
- 1988年（昭和63年）11月 - 技術センターを新設。
- 1989年（平成元年）2月 - 資本金を47億円に増資。
- 1996年（平成8年）5月 - セイフティテクニカルセンター新設。
- 1997年（平成9年）10月 - 現在の商号に変更。
- 2005年（平成17年）4月 - 武漢提愛思全興汽車零部件有限公司（合弁会社）を設立
- 2007年（平成19年）2月 - 東京証券取引所第1部上場。
- 2020年（令和2年）
  - 4月 - 社内に硬式野球部を創設したうえで、公益財団法人日本野球連盟に加盟[4]。
  - 5月15日 - 株式会社ホンダカーズ埼玉北の全株式をショーワ（現在の日立Astemo）より取得。

## 生産拠点

### 日本国内
- 本社（旧・朝霞工場）
- 技術センター
- エンジニアリングセンター
- セイフティテクニカルセンター
- 埼玉工場（旧・行田工場）
- パーツセンター（旧・狭山工場）
- 浜松工場
- 鈴鹿工場
- 株式会社テイ・エス ロジスティクス
- 九州テイ・エス株式会社
- サン化学工業株式会社
- 総和産業株式会社
- 株式会社テック東栄
- 株式会社テイエス・コーポレーション
- 有限会社テイ・エス 保険サービス
- 株式会社C-PRESTO
- 株式会社ダイユー

### 海外

#### 北米
- トライ・コン インダストリーズ リミテッド
- テイエス トリム インダストリーズ インコーポレーテッド
- テイエス テック ユーエスエー コーポレーション
- テイエス テック アメリカズ インコーポレーテッド
- テイエス テック アラバマ リミテッド ライアビリティー カンパニー
- トライモールド リミテッド ライアビリティー カンパニー
- テイエス テック インディアナ リミテッド ライアビリティー カンパニー
- テイエステイ エヌエイ トリム リミテッド ライアビリティー カンパニー
- テイエス テック カナダ インコーポレーテッド
- トライモント マニファクチャリング インコーポレーテッド

#### 中南米
- インダストリアス トライ・コン デ メキシコ エスエー デーイー シーブイ
- テイエステイ　マニュファクチャリング　デ　メキシコ　エス　デ　アールエル　デ　シーブイ
- テイエス テック ド ブラジル リミターダ
- テイエス トリム ブラジル エス/エー

#### 中国
- 広州提愛思汽車内飾系統有限公司
- 広州徳愛康紡績内飾製品有限公司
- 広州提愛思泰汽車内飾科技有限公司
- 寧波保税区提愛思泉盟汽車内飾有限公司
- 寧波出口加工区提愛思泉盟汽車内飾有限公司
- 武漢提愛思全興汽車零部件有限公司
- 武漢総和汽車零部件有限公司
- テイエス テック（ホンコン）カンパニー リミテッド
- 広州広愛興汽車零部件有限公司

#### 他アジア
- テイエス テック トリム フィリピンズ インコーポレーテッド
- テイエス テック ビジネス サービス フィリピンズ インコーポレーテッド
- ピーティー テイエス テック インドネシア
- テイエス テック（タイランド）カンパニー リミテッド
- テイエス テック エイシアン カンパニー リミテッド
- テイエス テック（カビンブリ）カンパニー リミテッド
- テイエス テック サン（インディア）リミテッド
- テイエス テック サン ラジャスタン プライベート リミテッド
- テイエス テック（マンダル）プライベート リミテッド
- テイエス テック バングラデシュ　リミテッド

#### 欧州
- テイエス テック ユーケー リミテッド
- テイエス テック ドイチュランド ゲーエムベーハー
- テイエス テック ハンガリー カーエフテー

## 日本国外事業
自動車内装品全般を世界14カ国の生産拠点より供給している。